# بريان فيري
بريان فيري (بالإنجليزية: Bryan Ferry)‏ هو مغني ومغن ومؤلف وكاتب أغاني وعازف بيانو وموسيقي وممثل بريطاني، ولد في 26 سبتمبر 1945 في المملكة المتحدة.

## أعمال

### مسلسلات
- العرض المتأخر مع ديفيد ليترمان

## وصلات خارجية
- بريان فيري على موقع IMDb (الإنجليزية)
- بريان فيري على موقع الموسوعة البريطانية (الإنجليزية)
- بريان فيري على موقع ألو سيني (الفرنسية)
- بريان فيري على موقع ميوزك برينز (الإنجليزية)
- بريان فيري على موقع رولينغ ستون (الإنجليزية)
- بريان فيري على موقع أول موفي (الإنجليزية)
- بريان فيري على موقع قاعدة بيانات الأفلام السويدية (السويدية)
- بريان فيري على موقع إن إن دي بي (الإنجليزية)
- بريان فيري على موقع أول ميوزيك (الإنجليزية)
- بريان فيري على موقع ديسكوغز (الإنجليزية)